# Philoponella opelli
Espèce
Philoponella opelli est une espèce d'araignées aranéomorphes de la famille des Uloboridae.

## Distribution
Cette espèce se rencontre au Brésil en Acre, au Mato Grosso et au Santa Catarina et en Équateur dans la province de Napo,.

## Description
Le mâle holotype mesure 3,71 mm et la femelle paratype 4,09 mm.

## Étymologie
Cette espèce est nommée en l'honneur de Brent D. Opell.

## Publication originale
- Faleiro & Santos, 2014 : Three new species and new records of the orb-weaving spider genus Philoponella (Araneae, Uloboridae) from Brazil and Ecuador. Zootaxa, no 3754(5), p. 572-582.